# サンダース・ロー スキーター
サンダース・ロー スキーター
- 製造者：サンダース・ロー
- 運用者：イギリス陸軍航空隊、イギリス空軍
西ドイツ陸軍、西ドイツ海軍
- 初飛行：1948年10月8日
- 運用開始：1956年10月

サンダース・ロー スキーター（Saunders-Roe Skeeter）は、イギリス、サウサンプトンはカウズ（Cowes）にあるサンダース・ロー社（"Saro"）で製造された訓練、偵察ヘリコプターである。スキーターは、イギリス陸軍航空隊に就役した最初のヘリコプターである。

## 設計と開発
スキーターは1948年にシエルバ・オートジャイロ・カンパニーで設計され初飛行していたが、1957年まで就役しなかった。この長期にわたる開発期間により本機が就役する前に既に時代遅れになっていることは確実であった。地上共振の問題は145 hpの低出力エンジンによるもので、これは1951年にシエルバ社がサロ社に吸収されるまで解決しなかった。サロ社が200 hpのデ・ハビランド ジプシー・メジャー エンジンを搭載すると1956年にかなりの数が調達された。

## 運用の歴史
イギリス陸軍は64機のスキーター 6を発注し、スキーター AOP.12（Air Observation Platform：空中観測プラットフォーム）と命名して最終的に1956年10月に就役した。1960年にイギリスのブリストル社、フェアリー社とサロ社のヘリコプター事業がウエストランド・エアクラフト社と合併したことによりタービンエンジン付機種の開発は放棄された。しかし、これで得た技術はスキーターの機体を基にしたP.531を経てウェストランド スカウトとウェストランド ワスプの開発に活かされた。

## 派生型
シェルバ W.14 スキーター 1
オリジナルの設計。106 hpのジェイムソン（Jameson）FF-1 エンジンを装備して1948年10月8日に初飛行。尾部ブームは三角断面。1機のみ製造。
スキーター 2
145 hpのデハビランド ジプシー エンジンを搭載して1949年に初飛行。地上共振で最終的に分解した。この型は後の全ての型と同じく円筒形の尾部ブームを持っていた。1機のみ製造。
スキーター 3
180 hpのブラックバーン・エアクラフト社製エンジンを搭載して幾らかの進歩を見せ始めた。2機製造。イギリス陸軍からは発注されず。
スキーター 4
イギリス海軍向け。スキーター 2、3と同様に不採用。1機のみ製造。
スキーター 5
他の初期のスキーターと同様に1機のみ製造。
スキーター 6
試作機を3機のみ調達。
スキーター AOP.10
イギリス陸軍航空隊での評価用に3機製造。
スキーター T.11
イギリス陸軍航空隊向けの複式操縦装置付きの練習機。1機製造。
スキーター 7
215 hp のジプシー エンジンを装備。最も成功した機種。64機製造されイギリス陸軍航空隊が購入。
スキーター AOP.12
イギリス陸軍航空隊向けの空中観測機。
スキーター T.13
イギリス空軍向けの練習機。T.13は陸軍の操縦教官の訓練に使用された。
スキーター シリーズ 8
215 hpのジプシーエンジンを搭載した民間型。発注は無く3機製造。
スキーター Mk.50
スキーター 7の西ドイツ陸軍航空隊での呼称。11機を受注し輸出。
スキーター Mk.51
スキーター 7の西ドイツ海軍での名称。4機を受注し輸出。

## 運用
ドイツ
- 西ドイツ陸軍
- 西ドイツ海軍

 イギリス
- イギリス陸軍航空隊
- イギリス空軍

 ポルトガル
- ポルトガル空軍

## 現存機
英国博物館に数機が保管されているが現存する飛行可能な機体は1機のみ。

## 性能･主要諸元
（スキーター 6）
- 乗員：2名
- 全長：8.66 m (28 ft 5 in)
- 全高：3.10 m (10 ft 2 in)
- 主回転翼直径：9.76 m (32 ft)
- 空虚重量：730 kg (1,607 lb)
- 最大離陸重量：1,000 kg (2,202 lb)
- 発動機：1 × デ・ハビランド ジプシー・メジャー 4気筒 空冷倒立レシプロエンジン、200 hp (149 kW)
- 超過禁止速度：173 km/h (107 mph, 93 kn)
- 航続距離：389 km (240 mi, 210 NM)
- 上昇率：111 m/min (365 ft/min)